# Naré (Tougouri)
Pour les articles homonymes, voir Naré.
Ne doit pas être confondu avec Naré-Yarcé.
Naré est une localité située dans le département de Tougouri de la province du Namentenga dans la région Centre-Nord au Burkina Faso. 

## Économie
Vers années 2016, le barrage souterrain de Naré a été construit sur le cours de la vallée fossile de la rivière de Kolongo (pour endiguer l'écoulement de la nappe phréatique), avec le financement de la Banque africaine de développement, créant une retenue d'eau souterraine d'environ 2 km2 pour permettre l'irrigation agricole,,.

## Éducation et santé
Le centre de soins le plus proche de Naré est le centre de santé et de promotion sociale (CSPS) de Tougouri tandis que le centre médical avec antenne chirurgicale (CMA) de la province se trouve à Boulsa.
Naré possède une école primaire publique.